# 302
302（三百二、さんびゃくに）は自然数、また整数において、301の次で303の前の数である。

## 性質
- 302 は合成数であり、約数は 1, 2, 151 と 302 である。
  - 約数の和は456。
  - 約数の個数が3連続(301,302,303)で同じになる11番目の中央の数である。1つ前は244、次は375。
- 96番目の半素数である。1つ前は301、次は303。
- 302 = 92 + 102 + 112
  - 3つの連続した平方数の和で表せる9番目の数である。1つ前は245、次は365。
  - 302 = 22 + 32 + 172 = 52 + 92 + 142 = 92 + 102 + 112
    - 3つの平方数の和3通りで表せる39番目の数である。1つ前は291、次は305。(オンライン整数列大辞典の数列 A025323)
    - 異なる3つの平方数の和3通りで表せる21番目の数である。1つ前は294、次は305。(オンライン整数列大辞典の数列 A025341)
- 各位の和が5になる16番目の数である。1つ前は230、次は311。
- 302 = 73 − 72 + 7 + 1
  - n = 7 のときの n3 − n2 + n + 1 の値とみたとき1つ前は187、次は457。(オンライン整数列大辞典の数列 A188377)

## その他 302 に関連すること
- 西暦302年
- 紀元前302年
- 年始から数えて302日目は10月29日、閏年は10月28日。
- 301・302 - 韓国の1995年の映画。
- #302 - 平井堅のシングル曲。TBS系 金曜ドラマ『4分間のマリーゴールド』主題歌。
- 302HW - ワイモバイルの移動通信システム対応の端末。
- 302KC - 京セラによって開発された携帯電話。
- 302号室 - 線香姉妹 (小林由依、土生瑞穂) の楽曲。欅坂46のシングル「アンビバレント」のType-C収録曲。